# 黄得功
黃得功（？—1645年），號虎山，三萬衛（開原）人，明末、南明將領，出身行伍，在太平府與清兵交戰，中流矢，傷重，自刎而死。《甲申朝事小紀》載其「每戰身自衝突，勁疾若飛，江、淮人呼曰『闖子』」。

## 生平
少負奇氣，「貌伟胡髯，两颐倒竖，膂力绝伦」，十二歲時，母親釀酒，被他全偷喝光。母親責備他，他笑道：「償還酒錢很簡單啊。」辽东战事起，黄得功在军中出战，斩首二级，获赏白银五十两。他送给母亲说：“用这些偿还酒钱。”後從軍於遼陽，累功至游击，崇祯九年（1636年）升副总兵。
崇祯十一年（1638年）長期在南直隸江北、河南一帶，从总督熊文灿與流寇張獻忠、革左五營等部作戰，诏加太子太师。崇祯十五年，黃得功大敗張獻忠於潛山。官升至廬州總兵，人號為「黃闖子」。明亡前夕隨馬士英平定河南永城叛將劉超，論功封為靖南伯。
甲申之變後，弘光帝朱由崧設立淮揚四鎮，令黃得功、高傑、劉澤清和劉良佐統領。黃得功部下以軍紀嚴明著稱，駐地號稱「邑中兵民相安，道行于民尤无扰，凡有供亿蔬米，悉以市价备给，残邑遗黎颂廉惠焉」，廬州、桐城、定遠等地都為他立生祠。然而黃得功為人桀驁，一次黄得功跪接诏书，觉得不合自己的意思，不待读完就爬起来，攘袂掀案，大詈曰：“去！速去！吾不知是何诏也！”左柱国、镇守滁和等处总兵官、靖国公黄得功，开原卫籍，其先合肥人。为偏裨，多战功，天性忠义，纪律严明，所至人感其德。
弘光元年(1645年)三月，明将左良玉从武昌以“清君侧”的名义发兵，进攻弘光朝廷。四月初左良玉在九江病死，其子左夢庚秘不发丧，继续进攻。黄得功率军击败左夢庚，左夢庚不久後降清。
五月，清兵渡江南下，弘光帝朱由崧逃出南京前往黃得功駐地，黃得功見後大驚哭著說「陛下死守京城，臣等猶可盡力，奈何聽奸人言，倉卒到此！且臣方對敵，安能扈駕？」，朱由崧回答「非卿無可仗者」，黃得功於哭著回應「願效死」。清兵分兵襲取太平府，黄得功率軍在荻港和清兵大戰。此時原明降將劉良佐在岸上大呼招降，黄得功怒叱“汝乃降乎！”突然一箭射中其咽喉偏左，黄得功傷重，自知回天乏術，拔箭自刺其喉而逝。其妻聞之，亦自縊而死。清朝賜諡「忠桓」。
在雜劇《桃花扇》中有登場，武器為雙鞭。

## 家族
先祖南直隸合肥人。